# Casa do Pomar
A Casa do Pomar é uma casa de tipo solarengo, datada do século XVIII, localizada na freguesia de Sabadim, Município de Arcos de Valdevez.
Foi seu 1.º Senhor Luís de Sousa, casado com Josefa Maria Freire de Lima. A este sucedeu o seu filho António de Sousa Lima e, mais tarde, a sua neta D. Teresa Maria da Rocha e Sousa, que foi a sua 3.ª Senhora.